# Jamchad

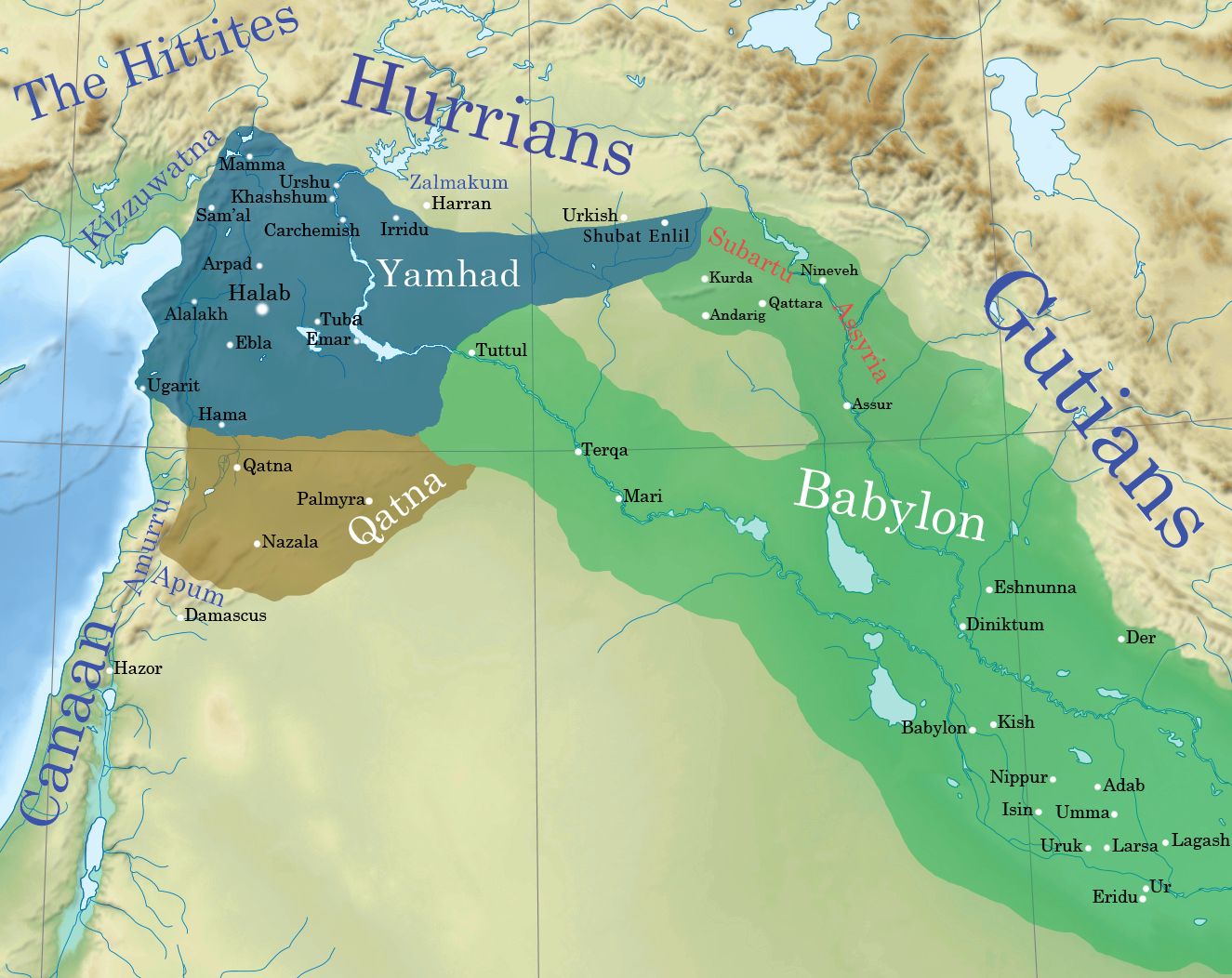
Jamchad zu Zeit seiner größten Ausdehnung um etwa 1750 v. Chr.

Jamchad (persisch یمحاض) war ein Staat des Vorderen Orients, der gemäß der Mittleren Chronologie ab dem ausgehenden 19. Jahrhundert v. Chr. quellenmäßig fassbar ist und mindestens bis in die zweite Hälfte des 17. Jahrhunderts v. Chr. existierte.

## Geographie, Wirtschaft und Kult
Seine Hauptstadt war Halab, das heutige Aleppo. Jamchads unmittelbares Herrschaftsgebiet und sein Einflussbereich, die nicht ganz klar voneinander zu unterscheiden sind, lagen hauptsächlich in den nördlichen Regionen des heutigen Syrien sowie in den südöstlichen Teilen der heutigen Türkei. Damit umfassten sie außer dem Norden der syrischen Steppe auch große Teile des nördlichen fruchtbaren Halbmondes, was sicherlich ein Grund für Jamchads Prosperität und Vormachtstellung über anderthalb Jahrhunderte hinweg war. Hinzu kam seine Lage als Bindeglied zwischen Mesopotamien und dem Mittelmeerraum. Über Halab verliefen die Handelsrouten, auf denen Waren wie beispielsweise Kupfer aus Zypern oder Luxusgüter aus der Ägäis nach Mesopotamien gebracht wurden. In Jamchad produziertes Getreide wurde in Richtung Osten und Westen exportiert, spezielle Jamchad-Textilien waren auch im Ausland gefragt.
Neben Amoritern, zu denen auch die Jamchad-Könige gehörten, lebte hier eine große Zahl von Hurritern. Bereits im 17. Jahrhundert wurde der Staatsgott Jamchads, der Wettergott Hadad, mit dem hurritischen Teššub gleichgesetzt. Die Verehrung des Wettergottes von Aleppo reichte von Nuzi bis nach Ugarit und Kleinasien. Ihm war die ebenfalls hurritische Göttin Ḫebat zur Seite gestellt, die hier sowie im von Halab kultisch beeinflussten Kizzuwatna die Göttin Šauška verdrängte, welche in anderen hurritischen Gebieten unangefochten dominierte.

## Aufstieg und Blüte
Es wird wohl seine Stellung als zentrale Kultstätte des weithin verehrten Wettergottes sowie seine Rolle als Handels- und Umschlagplatz gewesen sein, die Halab nach der Zerstörung der alten Handelsstadt Ebla durch Naram-Sin von Akkad zu einer größeren Bedeutung innerhalb seiner Region verhalf. Diese Bedeutung wird erstmals in den Quellen sichtbar, als sich im ausgehenden 19. Jahrhundert einige syrische Fürstentümer, welche König Jaḫdun-Lim von Mari bei seinem Eroberungszug in Richtung Mittelmeer tributpflichtig gemacht hatte, unter der Führung des Sumu-epuh von Jamchad der Oberhoheit Maris widersetzten.
Sumu-epuhs Nachfolger Jarim-Lim I. musste sich einer Koalition erwehren, die Šamši-Adad I. von Assyrien mit Išhi-Adad von Qatna geschmiedet hatte. Der Zeitpunkt, als es ihm um 1775 zusammen mit Zimri-Lim gelang, den in Mari residierenden assyrischen Vizekönig nach dem Tode Šamši-Adads zu vertreiben, ist sicherlich als der Zeitpunkt zu betrachten, ab dem Jamchad als arrivierte Macht im syrischen Raum auftritt. Häufig wird in diesem Zusammenhang ein Brief des Beamten Iturasdu an Zimri-Lim zitiert, der Jamchad für den Zeitpunkt von etwa 1770 als den stärksten der damals mächtigen vorderasiatischen Staaten Mari, Babylon, Larsa, Ešnunna und Qatna ausweist. Jarim-Lim leistete in der Folge nicht nur Mari, sondern auch dem König von Der jenseits des Tigris Waffenhilfe. Er und sein Nachfolger Hammurapi I. waren zudem mit Hammurapi von Babylon verbündet. Unter einem dieser beiden Jamchad-Könige dehnte der Staat seine Herrschaft bis in das Gebiet des Balich aus. Abban, der Sohn und Nachfolger Hammurapis von Jamchad, musste jedoch nach 1750 einen Aufstand in dieser Region niederschlagen, der mit der völligen Zerstörung seines Zentrums, der Stadt Irrite, endete.
Für die Rekonstruktion der Geschichte Jamchads von der Mitte des 18. Jahrhunderts bis etwa 1650 sind wir hauptsächlich auf die nicht sonderlich ergiebigen Quellen aus Alalach am nördlichen Orontes angewiesen, wo eine Seitenlinie des Herrscherhauses von Halab unter dessen Oberhoheit regierte. Immerhin wird aus diesen Quellen deutlich, dass die Vorherrschaft Jamchads in diesem Zeitraum niemals ernsthaft angefochten wurde, auch wenn das Erstarken hurritischer Fürstentümer im Osten die eine oder andere Auseinandersetzung mit sich gebracht haben mag.

## Die Hethitereinfälle und die Folgezeit
Der Hethiterkönig Hattušili I. unternahm in der zweiten Hälfte des 17. Jahrhunderts einen Feldzug in Richtung Westen. Dabei unterwarf er unter anderem auch Gebiete aus der Interessensphäre Jamchads und zerstörte das Jamchad unterstehende Alalach. Als Hattušili drei Jahre später einen erneuten Vorstoß nach Westen unternahm, war es wieder Jamchad, das an der Spitze einer nordsyrischen Koalition stand, die sich mit den hethitischen Streitkräften bei Hašuwa (Hašum) eine Schlacht lieferte. Die Syrer verloren diese Schlacht. Neben Götterbildern anderer syrischer Städte wurden auch die von den Syrern in die Schlacht mitgeführten Hadad- und Hepat-Statuen aus Halab zusammen mit ihrem Kultgerät von den Hethitern erbeutet. In Hatti wurde nun der Hadad-Kult eingeführt, um sich der Macht der Gottheit zu versichern, die Jamchad für lange Zeit zu einem – auch aus hethitischer Sicht – mächtigen Staat gemacht hatte. Schließlich gestanden die Hethiter Jamchad den Titel „Großkönigtum“ zu. In dem Edikt, in dem Hattušili die Thronfolge seines Adoptivsohnes Muršili I. festschrieb, wurde Letzterem das aufgetragen, was Ersterer noch nicht geleistet hatte: die Unterwerfung Halabs. Diese Aufgabe erfüllte Muršili denn auch. Etwa in dieser Zeit taucht der Name Jamchad letztmals in den Quellen auf.
Es ist jedoch keineswegs sicher, dass die Existenz des Staates hiermit ihr Ende fand, und aus verschiedenen Gründen ist es durchaus zweifelhaft, ob die Stadt „vernichtet“ wurde, wie Muršili II. über 200 Jahre nach diesem Ereignis in einem Staatsvertrag schreibt. Die hethitischen Quellen legen nahe, dass die Stadt, wenn überhaupt, nur wenige Jahrzehnte vom Hethiterreich abhängig war. Mit der Zerstörung Alalachs und dem hethitischen Rückzug aus der Region nach dem Niedergang des Althethitischen Reiches sind die Quellengeber weggebrochen, die über Jamchads Geschichte der vorangegangenen Jahrzehnte informiert hatten. Die Archive der Könige von Jamchad liegen bislang noch unentdeckt irgendwo im Boden des heutigen Aleppo.
Die Inschrift auf der heute im British Museum zu sehenden Statue des Idrimi lehrt uns, dass Halab am Ende des 16. Jahrhunderts neben den südwestlich gelegenen Ländern Niya und Ama‘u auch – wie schon 150 Jahre zuvor – das Land Mukisch mit seiner Stadt Alalach beherrschte. Sie lehrt aber auch, dass Mittani spätestens unter seinem König Baratarna (ca. 1470–1450) Halab in seinen Machtbereich eingliederte.
Etwa im 11. Jahrhundert v. Chr. ist in der Inschrift ALEPPO 6 ein König Taitas belegt, der sich Herrscher über das Land „Padasatini“ oder „Palistin“ nennt. Verehrt wurde der Wettergott.

## Könige vom Jamchad
1. Sumu-epuh
2. Jarim-Lim I.
3. Hammurapi I.
4. Abban
5. Jarim-Lim II.
6. Niqmi-epuh
7. Irkabtum
8. Jarim-Lim III.
9. Hammurapi II.